# Keystone (Virgínia de l'Oest)
Keystone és una població dels Estats Units a l'estat de Virgínia de l'Oest. Segons el cens del 2000 tenia 453 habitants.

## Demografia
Segons el cens del 2000, Keystone tenia 453 habitants, 203 habitatges, i 120 famílies. La densitat de població era de 546,6 habitants per km².
Dels 203 habitatges en un 27,1% hi vivien nens de menys de 18 anys, en un 25,6% hi vivien parelles casades, en un 29,6% dones solteres, i en un 40,4% no eren unitats familiars. En el 38,9% dels habitatges hi vivien persones soles el 19,7% de les quals corresponia a persones de 65 anys o més que vivien soles. El nombre mitjà de persones vivint en cada habitatge era de 2,23 i el nombre mitjà de persones que vivien en cada família era de 2,93.
Per edats la població es repartia de la següent manera: un 27,2% tenia menys de 18 anys, un 7,7% entre 18 i 24, un 21,4% entre 25 i 44, un 21,6% de 45 a 60 i un 22,1% 65 anys o més.
L'edat mediana era de 40 anys. Per cada 100 dones de 18 o més anys hi havia 68,4 homes.
La renda mediana per habitatge era de 10.417 $ i la renda mediana per família de 12.639 $. Els homes tenien una renda mediana de 14.167 $ mentre que les dones 18.750 $. La renda per capita de la població era de 7.033 $. Entorn del 48,8% de les famílies i el 46,3% de la població estaven per davall del llindar de pobresa.

## Poblacions més properes
El següent diagrama mostra les poblacions més properes.